# Scientia Agricola
Scientia Agricola is een Braziliaans, aan collegiale toetsing onderworpen open access wetenschappelijk tijdschrift op het gebied van de landbouwkunde.
De naam wordt in literatuurverwijzingen meestal afgekort tot Sci. Agric.
Het wordt uitgegeven door de Universiteit van São Paulo en verschijnt 3 keer per jaar.
Het eerste nummer verscheen in 1992.